# Liga Nacional de Honduras 1989-90
La temporada 1989-1990 de la Liga Nacional de Fútbol de Honduras fue la vigesimocuarta edición profesional de esta liga. 
El formato del torneo se mantuvo igual que en la temporada anterior. C.D. Olimpia se alzó el título tras vencer al Real C.D. España en la final. Ambos equipos se clasificaron para la Copa de Campeones de la Concacaf 1990.

## Formato
Los diez participantes fueron divididos en dos grupos de cinco equipos cada uno; todos disputan la fase regular bajo un sistema de liga, es decir, todos contra todos a visita recíproca; con un criterio de puntuación que otorga:
- 2 puntos por victoria
- 1 punto por empate
- 0 puntos por derrota.

Clasifican a la pentagonal por el título, el primer y segundo lugar de cada grupo más el mejor tercero.
El campeón se define mediante partidos de ida y vuelta entre el mejor equipo de la fase regular y el ganador de la pentagonal. En caso de un empate global, se nombrará campeón al equipo que hizo más puntos o que tuvo mejor diferencia de goles en toda la fase regular.
El descenso a Segunda División corresponderá al equipo que acumulara la menor cantidad de puntos, y que por ende finalice en el último lugar de la fase regular. Si dos clubes estuviesen empatados en puntos, jugarán un partido extra, pero si tres clubes son los que empatan, jugarán un triangular final.

## Ascensos y descensos
| Ascendido de la Segunda División 1988-89 |
| ---------------------------------------- |
| Súper Estrella                           |

| Descendido en la Liga Nacional 1988-89 |
| -------------------------------------- |
| UNAH                                   |

## Equipos participantes
| Equipo         | Sede           |
| -------------- | -------------- |
| Curazao        | Tegucigalpa    |
| Marathón       | San Pedro Sula |
| Motagua        | Tegucigalpa    |
| Olimpia        | Tegucigalpa    |
| Platense       | Puerto Cortés  |
| Real España    | San Pedro Sula |
| Sula           | La Lima        |
| Súper Estrella | Danlí          |
| Victoria       | La Ceiba       |
| Vida           | La Ceiba       |

## Fase regular

### Grupo A
| Pos. | Equipo         | Pts. | PJ | G  | E  | P  | GF | GC | Dif. |
| ---- | -------------- | ---- | -- | -- | -- | -- | -- | -- | ---- |
| 1.   | Olimpia        | 40   | 27 | 15 | 10 | 2  | 39 | 17 | +22  |
| 2.   | Marathón       | 32   | 27 | 10 | 12 | 5  | 24 | 24 | 0    |
| 3.   | Platense       | 25   | 27 | 7  | 11 | 9  | 20 | 21 | -1   |
| 4.   | Victoria       | 24   | 27 | 6  | 12 | 9  | 17 | 18 | -1   |
| 5.   | Súper Estrella | 22   | 27 | 6  | 10 | 11 | 29 | 39 | -10  |

|  | Clasifica a la pentagonal, a la final y a la Copa de Campeones de la Concacaf 1990 |
|  | Clasifica a la pentagonal                                                          |

### Grupo B
| Pos. | Equipo      | Pts. | PJ | G  | E  | P  | GF | GC | Dif. |
| ---- | ----------- | ---- | -- | -- | -- | -- | -- | -- | ---- |
| 1.   | Real España | 36   | 27 | 12 | 12 | 3  | 31 | 16 | +15  |
| 2.   | Motagua     | 28   | 27 | 9  | 10 | 8  | 29 | 23 | +6   |
| 3.   | Sula        | 21   | 27 | 4  | 13 | 10 | 11 | 18 | -7   |
| 4.   | Vida        | 21   | 27 | 5  | 11 | 11 | 20 | 29 | -9   |
| 5.   | Curazao     | 21   | 27 | 5  | 11 | 11 | 22 | 37 | -15  |

|  | Clasifica a la pentagonal                    |
|  | Clasifica a la triangular por el no descenso |

## Descenso
| Pos. | Equipo  | Pts. | PJ | G | E | P | GF | GC | Dif. |
| ---- | ------- | ---- | -- | - | - | - | -- | -- | ---- |
| 1.   | Sula    | 3    | 2  | 1 | 1 | 0 | 2  | 1  | +1   |
| 2.   | Vida    | 2    | 2  | 0 | 2 | 0 | 1  | 1  | 0    |
| 3.   | Curazao | 1    | 2  | 0 | 1 | 1 | 2  | 3  | -1   |

|  | Desciende a Segunda División |

## Pentagonal
| Pos. | Equipo      | Pts. | PJ | G | E | P | GF | GC | Dif. |
| ---- | ----------- | ---- | -- | - | - | - | -- | -- | ---- |
| 1.   | Real España | 13   | 8  | 5 | 3 | 0 | 12 | 2  | +10  |
| 2.   | Olimpia     | 10   | 8  | 3 | 4 | 1 | 9  | 4  | +5   |
| 3.   | Motagua     | 7    | 8  | 2 | 3 | 3 | 5  | 8  | -3   |
| 4.   | Platense    | 6    | 8  | 2 | 2 | 4 | 3  | 9  | -6   |
| 5.   | Marathón    | 4    | 8  | 0 | 4 | 4 | 2  | 8  | -6   |

|  | Clasifica a la final y a la Copa de Campeones de la Concacaf 1990 |

## Final
| 27 de diciembre de 1989 | Real España | 1:0 | Olimpia | Estadio Francisco Morazán, San Pedro Sula |                              |
|                         | Sosa        |     |         | Árbitro(s): Emiliano Ramírez              | Árbitro(s): Emiliano Ramírez |

| 10 de enero de 1990                                                             | Olimpia      | 1:0 (0:0; 1:0) (Global 1:1) | Real España | Estadio Nacional, Tegucigalpa                          |                                                        |
|                                                                                 | Williams 87' |                             |             | Asistencia: 34252 espectadores Árbitro(s): Julio López | Asistencia: 34252 espectadores Árbitro(s): Julio López |
| Olimpia es campeón por tener mejor diferencia de goles en la temporada regular. |              |                             |             |                                                        |                                                        |

|                            |
| Olimpia Campeón 10° título |